# فرانك آرثر كالدر
فرانك آرثر كالدر هو سياسي كندي، ولد في 3 أغسطس 1915 في كولومبيا البريطانية في كندا، وتوفي في 4 نوفمبر 2006 في فيكتوريا في كندا. نشط حزبياً في الحزب الديمقراطي الجديد في كولومبيا البريطانية ‏. وقد انتخب عضو الجمعية التشريعية لكولومبيا البريطانية ‏.